# Dactylorhiza incarnata cruenta
L'orchidea sanguigna (Dactylorhiza incarnata subsp. cruenta (O.F. Müll.) P.D. Sell, 1966) è una pianta erbacea appartenente alla famiglia delle Orchidacee.

## Etimologia
Il nome generico (dactylorhiza) è formato da due parole greche: “dito” e “radice” e si riferisce ai tuberi suddivisi in diversi tubercoli (tuberi a forma digito-palmata). L'epiteto specifico (incarnata) deriva dal particolare colore dei fiori.
Il binomio scientifico di questa pianta inizialmente era Orchis cruenta, proposto dal botanico e naturalista danese Otto Friedrich Müller (1730 - 1784) in una pubblicazione del 1782, modificato successivamente in quello attualmente accettato (Dactylorhiza incarnata subsp. cruenta), proposto dal botanico Peter Derek Sell (1929 – ) nel 1966.
In lingua tedesca questa pianta si chiama Blutrotes Knabenkraut; in francese si chiama Orchis couleur de sang; in inglese si chiama Flecked Marsh-orchid.

## Descrizione

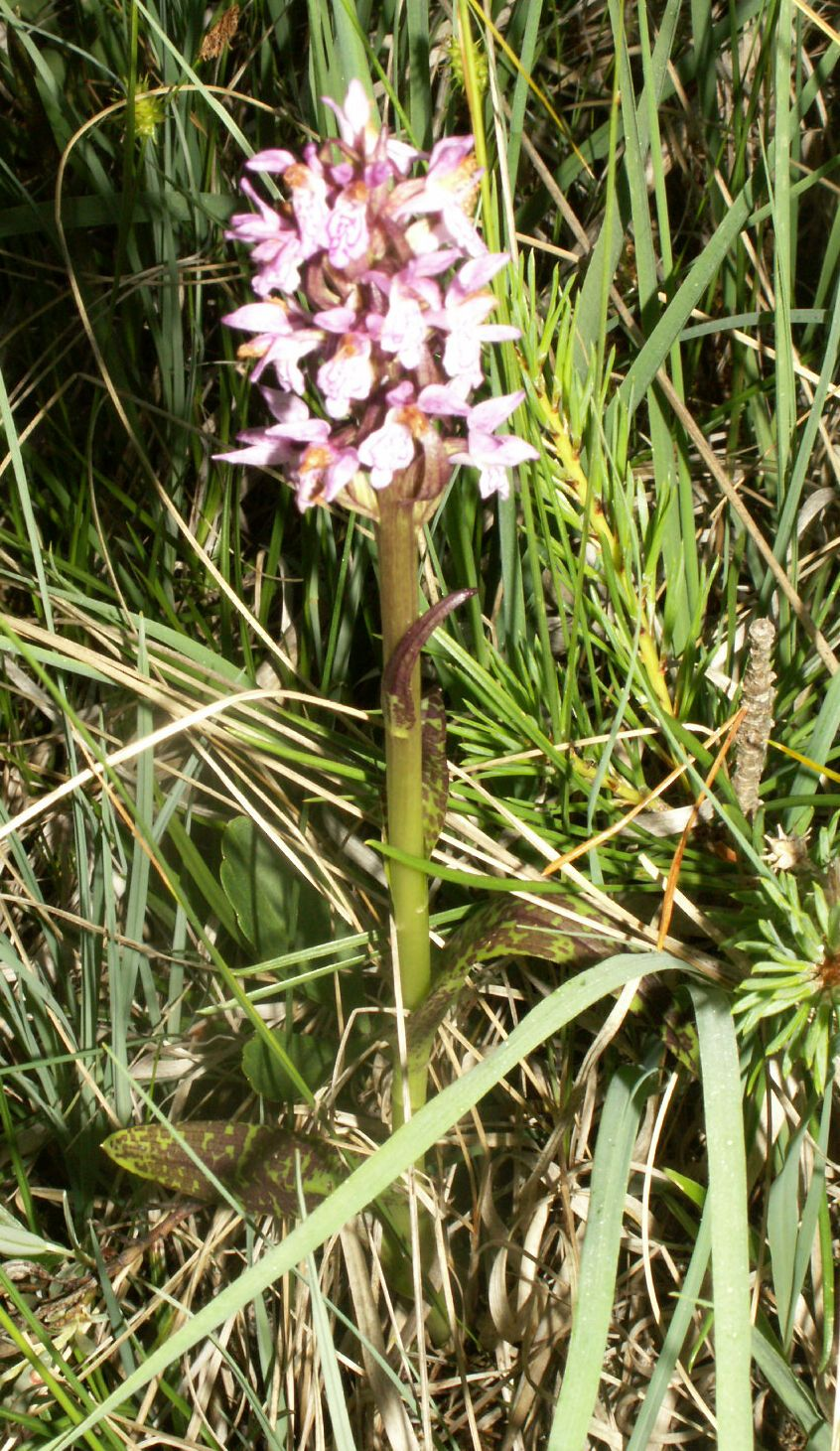
Il portamento

È una pianta erbacea alta 15 – 30 cm. La forma biologica è geofita bulbosa (G bulb), ossia sono piante perenni che portano le gemme in posizione sotterranea. Durante la stagione avversa non presentano organi aerei e le gemme si trovano in organi sotterranei chiamati bulbi o tuberi, organi di riserva che annualmente producono nuovi fusti, foglie e fiori. È un'orchidea terrestre in quanto contrariamente ad altre specie, non è “epifita”, ossia non vive a spese di altri vegetali di maggiori proporzioni.

### Radici
Le radici sono fascicolate e secondarie da bulbo, e si trovano nella parte superiore dei bulbi.

### Fusto
- Parte ipogea: la parte sotterranea del fusto è composta da due tuberi (ovvero bulbo-tuberi) palmati ognuno più o meno profondamente diviso in più lobi o tubercoli (3 – 4; caratteristica peculiare del genere Dactylorhiza);  il primo svolge delle importanti funzioni di alimentazione del fusto, mentre il secondo raccoglie materiali nutritizi di riserva per lo sviluppo della pianta che si formerà nell'anno venturo.
- Parte epigea: la parte aerea del fusto è breve, robusta, cava ed eretta. Alla base sono presenti alcune guaine (2 – 3;  resti di foglie atrofizzate), mentre alla sommità è angolosa. Tutto il fusto è glabro; è inoltre foglioso fino all'infiorescenza.

### Foglie
Le foglie (3 - 5) sono a disposizione eretta (quasi patente e quindi con apice non a cappuccio); mentre la forma va da lanceolata a lineare. Sulla superficie sono presenti inoltre delle nervature parallele disposte longitudinalmente (foglie di tipo parallelinervie); entrambe le superfici sono macchiate (macchie nerastre o viola scuro). Le foglie possono essere sia radicali (o basali) che caulinari; entrambe sono amplessicauli e abbraccianti (guainanti) il fusto. Dimensione delle foglie: larghezza 1 – 2 cm; lunghezza 7 – 13 cm.

### Infiorescenza

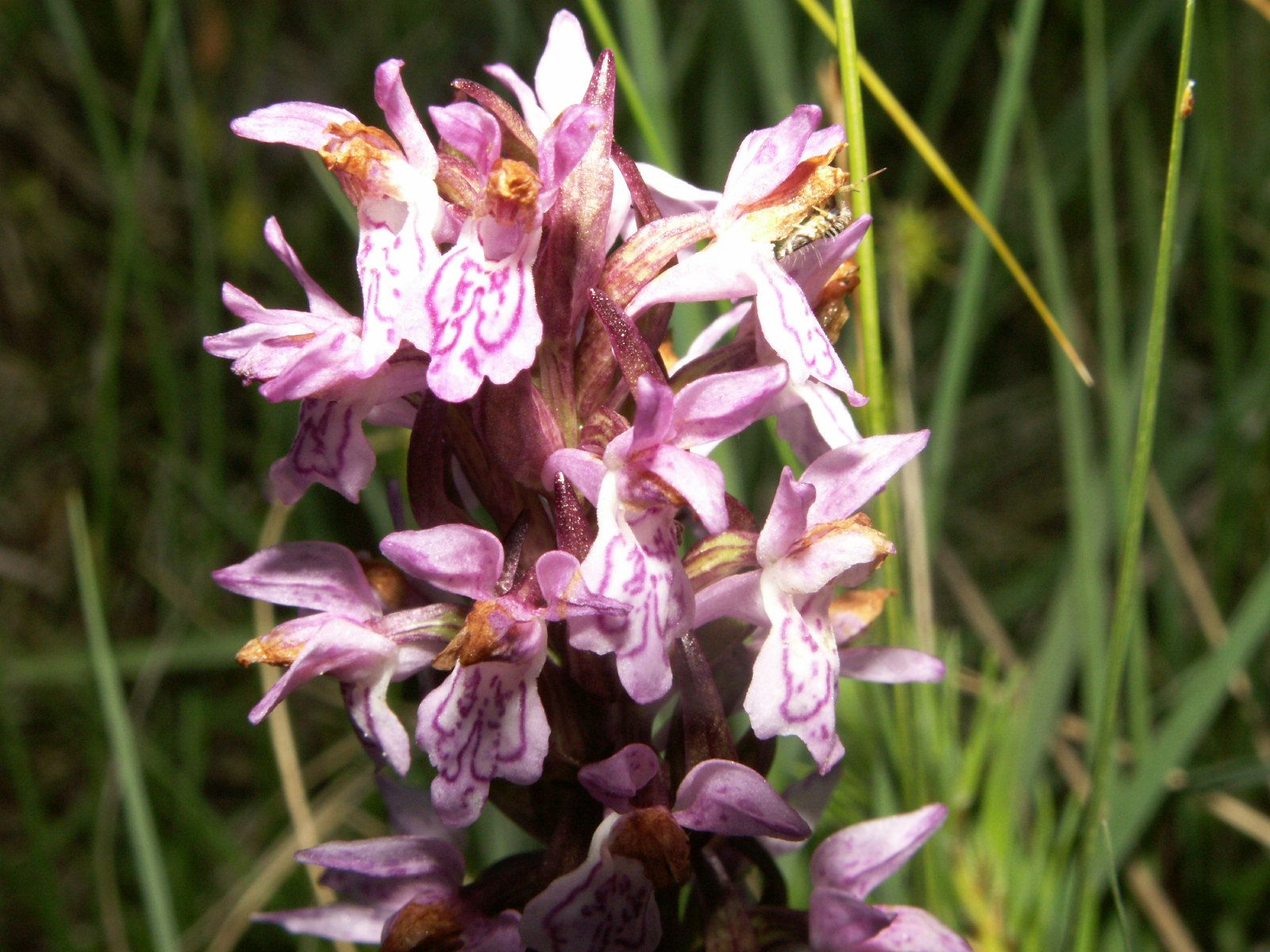
Infiorescenza

L'infiorescenza è densa (multiflora da 10 a 30 fiori), a forma ovoide-cilindrica. I fiori sono posti alle ascelle di brattee a forma lanceolata e sono acute nella parte terminale, in genere sono più lunghe dei fiori stessi (quelle verso l'apice sono più brevi, ma comunque superano l'ovario); sono colorate di bruno o viola pallido con riflessi violacei scuri. I fiori inoltre sono resupinati, ruotati sottosopra tramite torsione dell'ovario; in questo caso il labello è volto in basso. Lunghezza dell'infiorescenza: 3 – 8 cm. Lunghezza delle brattee inferiori: 3 cm.

### Fiore
I fiori sono ermafroditi ed irregolarmente zigomorfi, pentaciclici (perigonio a 2 verticilli di tepali, 2 verticilli di stami (di cui uno solo fertile – essendo l'altro atrofizzato), 1 verticillo dello stilo). Il colore dei fiori e rosso-violaceo con screziature più scure. Dimensione dei fiori: 10 – 12 mm.
- Formula fiorale: per queste piante viene indicata la seguente formula fiorale:

P 3+3, [A 1, G (3)]
- Perigonio: il perigonio è composto da 2 verticilli con 3 tepali (o segmenti) ciascuno (3 interni e 3 esterni). I tepali esterni sono ovato-lanceolati ed eretti, con sfumature violacee e superficie a tre venature (non conniventi a quello centrale – come invece nel genere affine Orchis); quello centrale è più ovato ed eretto e insieme ai due tepali interni centrali (che sono conniventi) formano una specie di cappuccio a protezione degli organi riproduttori (il ginostemio). Dei tre tepali interni quello mediano (chiamato labello) è diverso dagli altri due che sono più simili a quelli esterni. Questi sono da lanceolati a oblungo-ovati, ottusi all'apice e con superficie a tre venature. Dimensione del tepalo esterno centrale: larghezza 2 – 2,5 mm; lunghezza 5 – 6 mm. Dimensione dei tepali esterni laterali: larghezza 2 – 2,5 mm; lunghezza 5,5 – 7 mm. Dimensione dei tepali interni: larghezza 2 mm; lunghezza 5 – 5,5 mm.
- Labello:  il labello (semplice – non formato da due parti distinte), brevemente saldato al ginostemio, è più o meno della stessa lunghezza dei tepali, un po' più lungo che largo (a forma romboidale allargata); la parte terminale può essere da intera ad appena trilobata (o denticolata) e a volte crenulata; anche questa presenta delle strie violacee più scure che formano una linea quasi continua. Sul retro, alla base, il labello è prolungato in un sottile sperone conico ripiegato all'ingiù, più breve della metà dell'ovario. Dimensione del labello: larghezza 4,5 – 6 mm; lunghezza 5 – 6 mm. Dimensione dello sperone: diametro 1,5 – 2 mm; lunghezza 4,5 – 6 mm.
- Ginostemio:  lo stame con le rispettive antere (in realtà si tratta di una sola antera fertile biloculare – a due logge) è concresciuto con lo stilo e forma una specie di organo colonnare chiamato "ginostemio"[5]. Quest'organo è posizionato all'interno-centro del fiore e in questa specie è molto breve ma con una ampia area stigmatifera. Il polline ha una consistenza gelatinosa; e si trova nelle due logge dell'antera, queste sono fornite di una ghiandola vischiosa (chiamata retinacolo). I pollinii sono inseriti sui due retinacoli tramite delle caudicole, mentre i retinacoli sono protetti da un'unica borsicola rostellare (a forma di coppa). L'ovario, sessile in posizione infera  è formato da tre carpelli fusi insieme[3]. Lunghezza dell'ovario (compreso nel pedicello fiorale): 9 – 10 mm.
- Fioritura: da giugno a luglio.

### Frutti
Il frutto è una capsula.  Al suo interno sono contenuti numerosi minutissimi semi piatti. Questi semi sono privi di endosperma e gli embrioni contenuti in essi sono poco differenziati in quanto formati da poche cellule. Queste piante vivono in stretta simbiosi con micorrize endotrofiche, questo significa che i semi possono svilupparsi solamente dopo essere infettati dalle spore di funghi micorrizici (infestazione di ife fungine). Questo meccanismo è necessario in quanto i semi da soli hanno poche sostanze di riserva per una germinazione in proprio.

## Biologia
La riproduzione di questa pianta può avvenire in due modi:
- per via sessuata grazie all'impollinazione degli insetti pronubi, specialmente bombi. Questi posandosi sul labello per raggiungere con la proboscide il nettare contenuto nel fondo dello sperone, si agitano e si sfregano contro il ginostemio (posto in questo momento sopra il loro corpo) che vibrando rilascia del polline che va a posarsi sulle pari pelose dell'insetto. Quando lo stesso insetto si posa su un'altra orchidea parte di questo polline rimane attaccato al retinacolo (posto nella zona centrale del ginostemio) per merito della sostanza vischiosa presente sulla sua superficie. È avvenuto così il trasferimento del polline da un fiore all'altro. A questo punto lo stigma (parte inferiore del ginostemio) rimane impollinato, si sviluppa quindi un budello pollinico che entrando nell'ovario feconderà l'ovulo[2]. La germinazione dei semi è condizionata dalla presenza di funghi specifici (i semi sono privi di albume – vedi sopra).
- per via vegetativa in quanto uno dei due bulbi possiede la funzione vegetativa per cui può emettere gemme avventizie capaci di generare nuovi individui (l'altro bulbo generalmente è di riserva).

## Distribuzione e habitat
- Geoelemento: il tipo corologico (area di origine) è Artico/Alpino (Eurasiatico/Eurosiberiano).
- Diffusione: questa sottospecie in Italia è presente solamente nelle Alpi (nelle seguenti provincie: CN TO AO BS TN BZ BL) ed è considerata specie rara. Fuori dall'Italia, sempre nelle Alpi è presente nelle seguenti zone: in quasi tutte le Alpi francesi; nel Vallese, Berna e Grigioni (cantoni della Svizzera); Tirolo Settentrionale e Salisburgo (Länder dell'Austria). Sui altri rilievi europei è presente nei Carpazi. In genere è una sottospecie vicariante alla subsp. incarnata soprattutto ad altitudini sopra i 2000 m s.l.m..
- Habitat: l'habitat tipico sono gli acquitrini, le paludi oligotrofe, gli sfagneti; ma anche sorgenti, bordi dei ruscelli, torbiere basse e di transizione e i prati e pascoli igrofili. Il substrato preferito è calcareo con pH basico e con un terreno bagnato e bassi valori nutrizionali.
- Diffusione altitudinale: sui rilievi queste piante si possono trovare da 1600 fino a 2300 m s.l.m.; frequentano quindi prevalentemente il piano vegetazionale alpino.

### Fitosociologia
Dal punto di vista fitosociologico la specie di questa voce appartiene alla seguente comunità vegetale:
Formazione: comunità delle paludi e delle sorgenti
Classe: Scheuchzerio-Caricetea fuscae
Ordine: Caricetalia davallianae
Alleanza: Caricion davallianae

## Tassonomia
All'interno del genere Dactylorhiza l'orchidea di questa voce fa parte della sezione Maculatae caratterizzata dall'avere dei tuberi profondamente divisi in diversi tubercoli e lo sperone del labello più breve dell'ovario (nell'altra sezione Sambucinae i tuberi sono divisi solamente all'apice e lo sperone è più lungo dell'ovario).
Il numero cromosomico di D. incarnata subsp. cruenta è: 2n =40

### Ibridi
Sono noti i seguenti ibridi (non sempre sono riconosciuti da tutti i botanici):
- Dactylorhiza × ampolai L. Hautzinger, 1972 - ibrido con Dactylorhiza maculata (L.) Soó
- Dactylorhiza × krylovii (Soó) Soó, 1962 - ibrido con la sottospecie Dactylorhiza incarnata subsp. incarnata
- Dactylorhiza × stenkyrkae L. Hautzinger, 1976 - ibrido con  Dactylorhiza traunsteineri (Saut. ex Rchb.) Soó

Sono possibili anche ibridi con generi diversi (ibridi intergenerici):
- × Dactylodenia rhaetica Paroz & H.R. Reinhard ex W.J. Schrenk, 1983 - ibrido con Gymnadenia conopsea (L.) R.Br., 1813

### Sinonimi
La specie di questa voce ha avuto nel tempo diverse nomenclature. L'elenco che segue indica alcuni tra i sinonimi più frequenti:
- Dactylorchis cruenta (O.F. Müll.) Verm., 1947
- Dactylorhiza cruenta (Müller) Soó, 1962
- Orchis cruenta Müller, 1782 (basionimo)
- Orchis incarnata subsp. cruenta (O.F.Müll.) Nyman, 1882
- Orchis latifolia Linnaeus var. cruenta (O. F. Müller) Lindley.

### Specie simili
- Dactylorhiza incarnata subsp. incarnata (L.) Soó: si distingue per le foglie che normalmente non sono maculate (o poco maculate), lo sperone è più lungo e i fiori sono più chiari.

Altre specie simili sono (per i vari confronti sia morfologici che anatomici vedere le relative voci di questa enciclopedia):
- Dactylorhiza maculata (L.) Soó
- Dactylorhiza majalis (Rchb.) P.F. Hunt & Summerh
- Dactylorhiza lapponica (Hartm.) Soó
- Dactylorhiza traunsteineri (Saut. ex Rchb.) Soó, 1962

## Conservazione
Come tutte le orchidee è una specie protetta e quindi ne è vietata la raccolta e il commercio ai sensi della Convenzione sul commercio internazionale delle specie minacciate di estinzione (CITES).